# Veldhoven Dorp
Veldhoven Dorp is een wijk in de gemeente Veldhoven. In deze wijk ligt de oude dorpskern van Veldhoven, waarnaar de gemeente is vernoemd. Hier bevindt zich ook een winkelstraat genaamd de Kromstraat.

## Geschiedenis
In de middeleeuwen vormde Veldhoven slechts een gehucht. Vanaf 1240 was er sprake van een kerk, maar deze bevond zich op enige afstand ten noordoosten van de nederzetting Veldhoven, op een locatie die nu De Oude Kerkhof in de wijk d'Ekker heet. Deze kerk diende als hulpkerk voor het Oirschotse priestercollege. De parochie bij deze kerk kreeg de naam Zonderwijk. Zonderwijk is een verbastering van Zuiderwijk, wat er op duidt dat de parochie ten zuiden van Oirschot lag. Zonderwijk is een wijk binnen Veldhoven geworden.
Een oorkonde gedateerd 15 november 1295, laat voor het eerst de naam Veldhoven (Vetlhouen) zien.
Op 9 maart 1350 legde Hertog Jan III van Brabant schriftelijk de grenzen van de gemeynt van Veldhoven vast. Hij noteerde hierbij dat de bewuste gemeynt zestig jaar eerder mondeling was uitgegeven. Een gemeynt is een stuk ongecultiveerde grond waarvan in- of aanliggende woonkernen gemeenschappelijk gebruik mochten maken. De rechten van de gemeynt van Veldhoven lagen bij de inwoners van Veldhoven, Steensel, Zittard en Wolfshoven.
In 1560 werd Zonderwijk-Veldhoven een heerlijkheid. Dat wil zeggen dat de bestuurlijke macht over het dorp in handen kwam van een heer. In dit geval was dit leenheer jonker François Schotelmans, die de rechten kocht van Filips II.
Vanaf de 16de tot en met de 18de eeuw had Veldhoven zwaar te lijden van de vele oorlogen die in de streek werden gevoerd. Dit leidde tot een lage levensstandaard voor de overwegend agrarische bevolking. Zo kreeg het dorp op 17 november 1708 een brandschatting opgelegd door een groep Franse soldaten onder aanvoering van luitenant-kolonel Dumoulin. Waarschijnlijk waren de inwoners van Veldhoven niet in staat om te betalen, aangezien er dertien woningen in brand werden gestoken, waaronder zowel de protestantse als de katholieke pastorie.
Op 1 januari 1811 werd op bevel van Napoleon heel Nederland naar Frans model ingedeeld in gemeenten. Het dorp Veldhoven werd hierbij samengevoegd met Meerveldhoven tot de gemeente Veldhoven en Meerveldhoven.
De industriële revolutie en de aanleg van de provinciale steenweg Eindhoven-Turnhout in 1855 zorgde voor een economische opleving. Tegen het einde van de 19de eeuw kwamen er weverijen en steenfabrieken in Veldhoven. Het water van het beekje de Gender werd gebruikt door wasserijen, blekerijen en leerlooierijen.
Op 1 mei 1921 werd de gemeente Veldhoven en Meerveldhoven samengevoegd met de gemeenten Oerle en Zeelst tot de huidige gemeente Veldhoven. In de jaren 50 van de 20ste eeuw volgde een enorme bevolkingsgroei. Met de aanleg van nieuwe wijken groeiden de dorpen aan elkaar en ontstond de grote bebouwde kom van het huidige Veldhoven.

## Monumenten
- De Sint-Ceciliakerk is een neogotische kruiskerk. De kerk werd gebouwd in 1913-1914 onder architectuur van Wolter te Riele. In 1958 werd bij een verbouwing het kerkgebouw verder vergroot. In 2008 vond een grootschalige renovatie plaats.[3]
- De Oude Pastorie, gebouwd in 1778, diende tot 1900 als woonhuis van de pastoor van de Caeciliaparochie. Oorspronkelijk was het gebouw eigendom van de abdij van Postel. In 1905 is de kap verhoogd; in de zijgevels zijn de vroegere geveltoppen nog zichtbaar.[4]
- Notarishuis uit de 17de eeuw, gelegen aan de Dorpstraat. Gedurende de hele 19de eeuw woonde hier de notarisfamilie De Wit.
- Het oorlogsmonument aan de Klokdijk bestaat uit een klokkenstoel met een bronzen luidklok. Tijdens de Tweede Wereldoorlog vorderden de Duitsers een groot aantal kerkklokken om ze om te smelten tot oorlogsmateriaal. Drie jonge mannen uit Veldhoven, Antoon Waarma, Jan Sliepenbeek en Jan Hoeks, besloten de luidklok van de Caeciliakerk voor dit lot te behoeden. Zij kaapten de klok en lieten die in een gracht verdwijnen. Enige tijd later bleek het waterpeil van de gracht te zakken en de klok werd zichtbaar in het water. Daarop werd de klok met behulp van paarden door enkele boeren uit de gracht getrokken en verderop begraven. Deze plek, die voorheen de Oude Beemd Dijk heette, staat nu bekend als de Klokdijk. Op 1 januari 1945 werd de klok teruggehangen in de toren. Vanwege een scheur verloor de klok eind 1991 haar functie. In 1992 werd de klok overgebracht naar de Klokdijk waar een monument was opgericht. Op deze plek vindt sinds 1995 jaarlijks de gemeentelijke Dodenherdenking plaats.[5]

## Sport
Veldhoven Dorp kent één amateurvoetbalvereniging, genaamd S.V. Rood-Wit Veldhoven, opgericht in november 1924. Sinds 2005 speelt het eerste elftal van deze vereniging in de eerste klasse, maar in 2008 moest een stapje terug gedaan worden op de sportieve ladder vanwege degradatie naar de tweede klasse. Vanaf het seizoen 2022-2023 speelt S.V. Rood-Wit in de derde klasse. De thuiswedstrijden van S.V. Rood-Wit worden gespeeld op sportpark De Korze.
Tevens speelt de korfbalvereniging SDO haar wedstrijden in Veldhoven Dorp, op de grens met Zonderwijk.

## Verenigingsleven
In Veldhoven Dorp zijn diverse verenigingen actief, waaronder het Veldhovens Muziekkorps, SDO korfbal, Marvilde en Bloemenvereniging Flora en Gilde St. Cecilia.

## Natuur en landschap
Dwars door Veldhoven Dorp stroomt het beekje de Gender. Stroomopwaarts, nabij het punt waar de Gender via een duiker onder de A67 doorloopt, mondt het beekje de Poelenloop in de Gender uit.
Hoofdplaats: Veldhoven

Buurtschappen: Berkt · Halfmijl · Heers · Hoogeind · Scherpenering · Schoot · Toterfout · Vliet · Zandoerle · Zittard

Voormalige gemeenten: Oerle · Veldhoven en Meerveldhoven · Zeelst

Noord-Brabant: Steden en dorpen      Nederland: Provincies · Gemeenten